# Harar, Etiopien

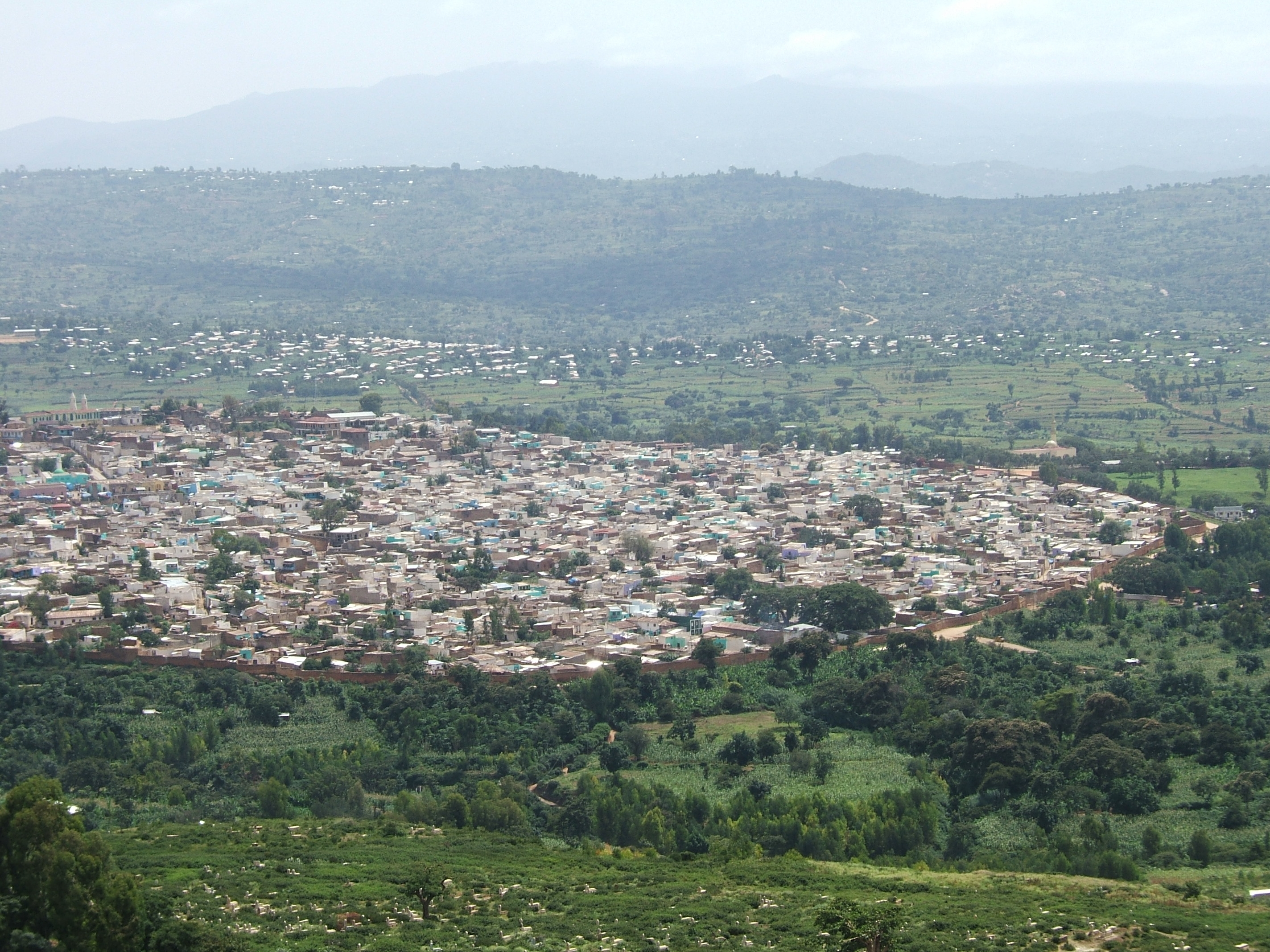
Harar med dess stadsmur Jugol.

Harar (eller Harer, äldre stavning Harrar) är en stad i östra Etiopien och huvudstad i regionen Harari. Staden ligger högst uppe på en höjd i östra änden av det etiopiska höglandet, på 1 850 meters höjd och 36 mil från landets huvudstad Addis Abeba. Folkmängden beräknades till 108 188 invånare 2011.
Harar grundades troligen på 600-talet och var länge huvudstad i emiratet Adal. Staden ockuperades av Egypten mellan 1875 och 1885, och kom under Etiopien 1887. Den sägs vara den fjärde heligaste muslimska staden och har 82 moskéer. Harar har en medeltida prägel; den höga ringmuren runt staden uppfördes mellan 1200-talet och fram till 1500-talet. På grund av dess kulturhistoriska värde blev staden 2006 uppsatt på Världsarvslistan.
Sedan tidigt 1900-tal har svensk kristen mission bedrivits av Evangelisk Luthersk Mission - Bibeltrogna Vänner i Harar och i mars 2012 invigde Etiopiens evangelisk-lutherska kyrka en ny kyrkobyggnad i Harar.
Den franske poeten och handelsmannen Arthur Rimbaud bodde i Harar nästan ett år som representant för handelsbolaget Mazeran, Viannay & Bardey. Han kom till staden första gången 1880. Staden hade öppnats för handel fem år tidigare när den intogs av egyptier. Rimbaud reste vidare men kom tillbaka i mars 1883. Han bodde i ett tvåvåningshus med butiken i bottenvåningen. Rimbaud var också amatörfotograf. Han lämnade Harar i början av 1884.
Harar är ett gammalt handelscenter i ett kaffeodlingsdistrikt. I närheten av staden ligger Dire Dawa, som blev dess stationsstad 1902 eftersom den nybyggda järnvägen mellan Djibouti och Addis Abeba inte nådde upp till Harars höga läge.